# Butte (cratera)
Butte é uma cratera marciana. Tem como característica 13 quilômetros de diâmetro. Deve o seu nome a Butte, uma cidade em Montana, nos Estados Unidos.